# Zagalav Abdulbekov
Zagalav Abdulbekovič Abdulbekov (in russo Загалав Абдулбекович Абдулбеков?; 19 dicembre 1945) è un ex lottatore sovietico, dal 1991 russo, specializzato nella lotta libera.

## Palmarès

### Olimpiadi
- 1 medaglia:
  - 1 oro (Monaco di Baviera 1972 nei -62 kg)

### Mondiali
- 3 medaglie:
  - 2 ori (Sofia 1971 nei 62 kg; Teheran 1973 nei 62 kg)
  - 1 bronzo (Mar del Plata 1969 nei 62 kg)

### Europei
- 3 medaglie:
  - 1 argento (Losanna 1973 nei 62 kg)
  - 2 bronzi (Sofia 1969 nei 62 kg; Ludwigshafen 1975 nei 62 kg)